# 令牌总线

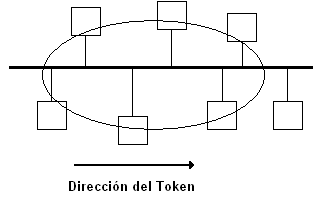
令牌总线中的令牌傳遞

令牌总线（Token Bus）是一种在总线拓扑结构中利用令牌（Token）作为控制节点访问公共传输介质的控制方法。在令牌总线网络中，任何一个节点只有在拿到令牌后才能在共享总线上发送数据。若节点不需發送數據，則將令牌交給下一個節點。
IEEE802.4工作组负责令牌总线的标准化工作。令牌总线主要應用在工業通訊中。

## 外部連結
- RFC 1042

## 參照
- 令牌環
- IEEE 802
- ARCNET
- 网络拓扑
- 線性匯流排